# 시모네 알레시오
시모네 알레시오(이탈리아어: Simone Alessio, 2000년 4월 14일~)는 이탈리아의 태권도 선수이다. 2020년 하계 올림픽과 2024년 하계 올림픽에 참가했으며 2024년 올림픽에서 남자 웰터급 동메달을 획득했다. 2019년 세계 선수권 대회 남자 라이트급 금메달과 2023년 세계 선수권 대회 남자 웰터급 금메달을 획득했다.